# 藍川京
藍川 京（あいかわ きょう）は、日本の官能小説家。女性。熊本県出身。

## 経歴
福岡市立福岡女子高等学校卒業後、現代文芸研究所の田端信に小説の指導を受ける。1989年（昭和64年/平成元年）、マドンナメイト文庫より作家デビュー。約150冊を上梓。日本ペンクラブおよび日本文芸家協会会員で、日本文芸家クラブ理事も務める。

## 作品リスト
幻冬舎 / 幻冬舎アウトロー文庫
- 華宴 (1999年12月)
- 兄嫁 (2000年6月)
- 新妻 (2000年12月)
- 母娘 (2001年6月)
- 令夫人 (2001年12月)
- 炎 (2002年6月)
- 診察室 (2002年12月)
- 「人形の家」シリーズ
  - 夜の指 (2003年2月)
  - 閉じている膝 (2003年4月)
  - 紅い花 (2003年6月)
  - 十九歳 (2003年8月)
- 未亡人 (2003年12月)
- 年上の女（ひと） (2004年10月)
- 同窓会 (2004年12月)
- たまゆら (2005年3月/2006年8月)
- 秘書室 (2005年6月)
- 三姉妹 (2005年12月)
- 継母 (2007年4月)
- 人妻 (2007年8月)
- 愛の依頼人 (2008年2月)

徳間文庫
- 禁書 (2001年6月)
- 残り香 (2006年2月)
- 悦楽（共著） (2006年11月)
- 灼熱（共著） (2006年11月)
- 淫らな指先 (2007年3月)
- 緋色の刻（とき） (2007年7月)
- 紅 (2007年11月)
- 情艶（共著） (2008年1月)
- 鴇色の喘ぎ (2008年6月)
- 爛夢（共著） (2008年8月)

祥伝社文庫
- 秘典たわむれ（共著） (2001年8月)
- ヴァージン (2001年12月)
- 蜜の誘惑 (2002年9月)
- 秘本あえぎ (2003年1月)
- 蜜化粧 (2003年6月)
- 秘本X (2003年7月)
- 秘戯うずき（共著） (2004年1月)
- 蜜の惑い (2004年7月)
- 蜜猫 (2005年1月)
- 秘めがたり（共著） (2005年7月)
- 蜜追い人 (2006年6月)
- 秘本卍（共著） (2006年7月)
- XXX 秘本シリーズ（共著） (2008年7月)
- 蜜ほのか (2008年7月)

双葉文庫
- 人妻のぬめり (2001年5月/2002年9月)
- 柔肌いじり (2003年3月)
- 秘悦 (2003年5月)
- 背徳の柔肌 (2003年7月)
- 炎華 (2003年9月)
- ときめき (2003年11月)
- 爛漫花 (2004年3月)
- イブたちの囁き (2004年5月)
- 男とオンナのムフフなお話 (2004年8月)
- 吐息 (2004年10月)
- 小悪魔な彼女 (2005年2月)
- 桜爪（共著） (2005年4月)
- 美しくも淫らに (2005年8月)
- 視線（共著） (2005年10月)
- 魅惑の女主人 (2006年3月)
- 媚薬 (2006年4月)
- 蜜宴（共著） (2007年4月)
- 妄想（共著） (2007年11月)
- 艶欲 (2008年5月)
- 爪紅 (2008年6月)

竹書房
- 禁忌の疼き（共著） (2005年9月)
- 禁忌の虜（共著） (2005年12月)
- 人妻みだれて（共著） (2006年3月)
- 奥さまの秘蜜（共著） (2006年6月)
- 誘い肌 (2006年8月)
- 三十路妻の潤み（共著） (2007年6月)

廣済堂
- さゆり17歳（共著） (2002年11月)
- スイートルーム（共著） (2003年7月)
- 悪女 (2004年7月)
- 柔肌 (2004年11月)
- 若妻めぐり (2005年3月)
- 診察室 (2005年11月)
- 約束 (2006年3月)
- 古都の夢（共著） (2006年7月)
- 密会 (2006年8月)
- 初恋（共著） (2006年11月)
- 禁じられた戯（あそ）び（共著） (2007年7月)
- 愛しき人（共著） (2007年11月)
- 甘い香り（共著） (2008年3月)
- 愛の雫（共著） (2008年7月)

二見書房　二見文庫
- 誰にも言えない　オンナの下心 (2002年9月)
- 女流作家が教える　オンナの下心 (2011年4月)

その他
- 男の知らない女のナイショ話 (2002年5月)
- あなたにも書ける官能小説 女流作家10人が教える（共著） (2003年3月)